# 綠樹蟒
綠樹蟒（學名：Morelia viridis）是蛇亞目蟒科下的一個無毒蛇種，主要分布於新畿內亞、印尼群島和澳洲的約克角半島。綠樹蟒具備徹底的樹棲性，平常大都逗留在樹上，體色是單純鮮明的綠色。目前未有任何亞種被確認。
其种加词“viridis”意为“绿色的”。

## 特徵

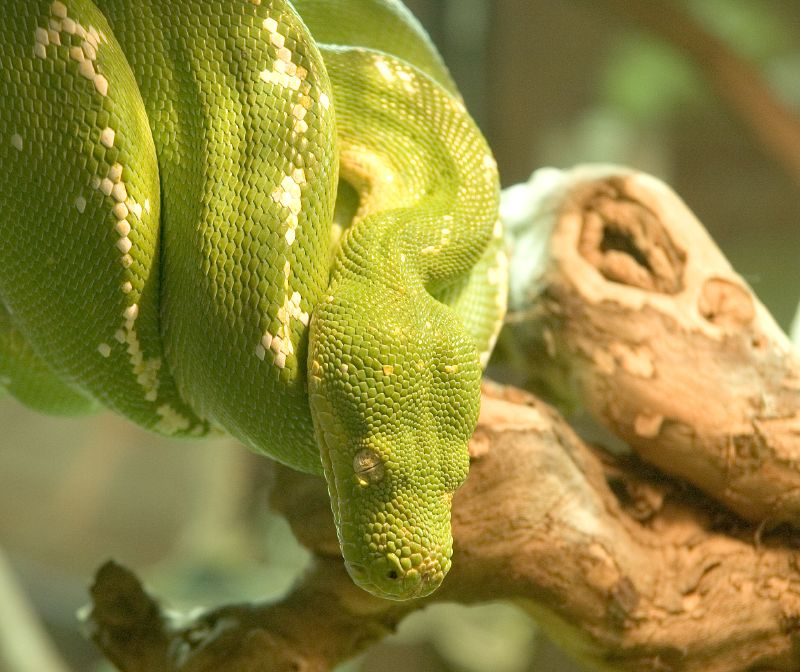
綠樹蟒

成年的綠樹蟒體長平均約有90至120公分，最高紀錄為213公分。牠們的上唇鱗片位置，有一雙具備耐熱功能的凹槽。綠樹蟒一如其名，其身體顏色是鮮明的綠色，沿著脊柱位置有一條藍色條紋，周身零星分佈白色或黃色的鱗片。也有部分產地的綠樹蟒背部中央只有黃、白色鱗片組成的線條。幼體綠樹蟒主要有淡黃、鮮紅和磚紅幾種顏色。淡黃的個體背部有黑色為主的條紋，夾雜白斑；鮮紅和磚紅的個體背部條紋為白色為主，夾雜黑斑。同一窩孵化的綠樹蟒幼體，可能同時出現各種顏色。幼體綠樹蟒一般在出生後幾個月至幾年間，變換為成體的綠色調為主體色。個別產地的綠樹蟒，成體後仍然會保持淡黃色的體色。這種綠樹蟒一般被稱為金絲雀(canary)，而受到爬蟲飼養者們的推崇。綠樹蟒身上偶爾也會出現藍化現象，藍色綠樹蟒更加罕見和珍貴。
綠樹蟒與一般樹蟒一樣，保持棲息於樹木之上。牠們會以身體環繞樹枝往來迴蜷，最後把頭部垂在正中間位置，遠看形狀就像一個馬鞍。這個獨特的棲息姿態，與隸屬蚺科並分布於南美洲的翡翠樹蚺幾乎是一樣的，由於二者不論是外型還是棲息動作都如此相似，因此經常令人產生混淆。

## 地理分布
綠樹蟒多居於熱帶雨林與及灌木叢間。牠們主要分布於印尼（如斯考滕群島等地）、巴布亞新幾內亞與及澳洲（包括昆士蘭東岸附近的約克角半島）一帶。其標本產地為印尼的阿魯群島。另外，綠樹蟒與地毯莫瑞蟒是分布在相同區域的兩個同科蛇種，彼此間經常出現生態上的競爭。

## 保育狀態
目前，對於綠樹蟒而言最大的生態威脅是其主要棲息地逐漸受到破壞，在西新畿內亞一帶情況尤為嚴重。現在的西新畿內亞正受印尼佔領，區內的樹木正面臨印尼政府的砍伐工程。另一方面，綠樹蟒所棲息的古舊森林裡亦同時居住有一些有食蛇習俗的巴布亞土著，這對於綠樹蟒而言又是一個強烈的威脅。
繁殖方面，綠樹蟒是卵生動物，每次大概能生產12至25枚蛇卵。母蛇會把蛇卵放置到樹洞裡，繼而進行孵育。孵化後出生的幼蛇體色主要是淺黃色，佈有淡淡的紫色及棕色的斑紋。當幼蛇逐漸成長，其體色就會慢慢地變化成鮮綠的顏色。

## 進食習慣

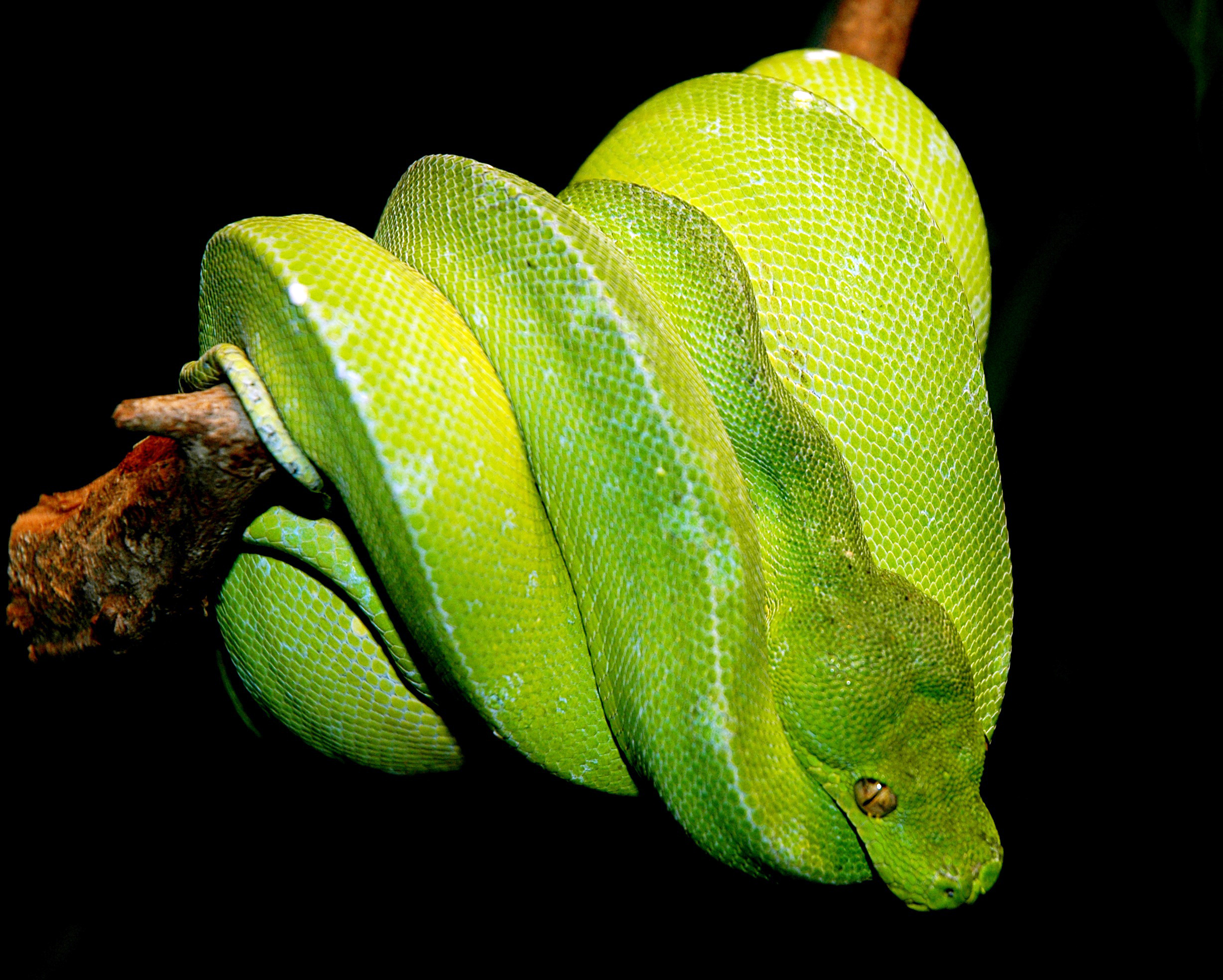
綠樹蟒

綠樹蟒主要進食小型的哺乳類動物，例如鼠類等，有時亦會進食其它爬蟲動物。雖然有很多文獻指綠樹蟒會進食鳥類，但事實上鳥類並不是綠樹蟒的進食對象。學者史威德克曾為綠樹蟒有否食用鳥類的問題作出研究，他多次把綠樹蟒胃部裡的食物成分作出化驗，結果發現超逾一千種被綠樹蟒吞食的動物裡，並不包括任何鳥類。另外，綠樹蟒的捕獵方式是靜待於樹枝上作伏擊，看准機會後，迅速張開口將獵物咬住，然後整个身體以尾巴倒掛在樹枝上為著力點向後拉拽，獵物被倒吊著纏繞幾圈後，慢慢窒息死亡。綠樹蟒一般確定獵物不再掙扎後，找到獵物頭部，倒吊著進行吞咽。

## 備註
1. 1 2  McDiarmid RW、Campbell JA、Touré T：《Snake Species of the World: A Taxonomic and Geographic Reference, vol. 1》頁511，Herpetologists' League，1999年。ISBN 1-893777-00-6
2. ↑  Damien Esquerré and J. Scott Keogh. 2016. Parallel Selective Pressures Drive Convergent Diversification of Phenotypes in Pythons and Boas. Ecology Letters. 19: 800–809. DOI: 10.1111/ele.12620
3. ↑  . ITIS. 2007  [19 September, 2007].
4. 1 2 3 4 5  Mehrtens JM：《Living Snakes of the World in Color》頁480，紐約：Sterling Publishers，1987年。ISBN 0-8069-6460-X

## 外部連結
- （英文）TIGR爬蟲類資料庫：綠樹蟒 （页面存档备份，存于）
- Morelia viridis